# Železniško postajališče Branik
Železniško postajališče Branik je eno izmed železniških postajališč v Sloveniji, ki oskrbuje bližnje naselje Branik.